# Ларсен, Томас Бо
Томас Бо Ларсен (дат. Thomas Bo Larsen; родился 27 ноября 1963, Гладсаксе, Ховедстаден, Дания) — датский актёр театра и кино. Окончил театральную школу в Оденсе. Снимается в кино с 1984 года, на его счету больше 50 актёрских работ, в том числе в фильмах Томаса Винтерберга «Торжество» (2012), «Охота» (2012), «Ещё по одной» (2020), в картине Сюзанны Бир «Второй шанс». Один раз Ларсен номинировался на премию Бодиль (1995), дважды становился лауреатом премии Роберт (в 1996 году за фильм «Самые большие герои», в 1998 — за фильм «Торжество»). Самые известные из его театральных работ — роли в спектаклях «Боже, храни Данию» (1999) и «Йеппе на горе» (2002).
Ларсен был женат на актрисе Патрисии Шуман, но развёлся с ней. Он живёт в Гладсаксе.
Фильмография
| Год  |   | Русское название    | Оригинальное название | Роль           |
| ---- | - | ------------------- | --------------------- | -------------- |
| 1996 | ф | Самые большие герои | De største helte      | Карстен        |
| 1996 | ф | Дилер               | Pusher                | наркоман       |
| 1998 | ф | Торжество           | Festen. Dogme # 1     | Микаэль        |
| 2012 | ф | Охота               | Jagten                | Тео            |
| 2014 | ф | Второй шанс         | En chance til         | Клаус          |
| 2015 | ф | Идеалист            | Idealisten            | Карл Динесен   |
| 2015 | ф | Волна               | Bølgen                | Филипп Поулсен |
| 2020 | ф | Ещё по одной        | Druk                  | Томми          |
| 2024 | с | Семьи, как наши     | Familier som vores    | Хольгер        |